# Рибник (Јагодина)
Рибник је насељено место града Јагодине у Поморавском округу. Према попису из 2022. има 237 становника (према попису из 2011. било је 287 становника). Село је у равници испод омање косе, слично положају као и Буковче. Железничка пруга Јагодина-Београд пролази поред села. Кроз село протичу Дубоки Поток и Мишковицки Поток, којима је извор више села у пољани Крстопут. Има неколико извора пијаће воде од којих су најпознатији: Мишковицки Кладенац, Јеленин Кладенац, Стојков Кладенац и Чесма. Село је средње збијености. Име је добило по неком рибнику који је ту некада био. Не зна се поуздано када је село постало. Постоји предање да је некада било на Караули, па се отуда поместило, да би било даље од Цариградског пута.
Овде се налазе Запис Јовановића храст (Рибник), Запис Тасића храст (Рибник) и Запис липа (Рибник).

## Историја
До Другог српског устанка Рибник се налазио у саставу Османског царства. Након Другог српског устанка Рибник улази у састав Кнежевине Србије и административно је припадао Јагодинској нахији и Темнићској кнежини све до 1834. године када је Србија подељена на сердарства.
У време кметства, Рибник је увек био у саставу Буковачке општине. Ово село почиње да се поново насељава после Другог српског устанка, а као најстарији родови су Ђерговићи (15 кућа) који су се доселили, око 1770 године и који славе Св. Николу.

## Демографија
У насељу Рибник живи 259 пунолетних становника, а просечна старост становништва износи 44,2 година (42,2 код мушкараца и 45,9 код жена). У насељу има 101 домаћинство, а просечан број чланова по домаћинству је 3,01.
Ово насеље је великим делом насељено Србима (према попису из 2002. године), а у последња три пописа, примећен је пад у броју становника.
|  |

| Демографија | Демографија | Демографија |
| Година      | Становника  | Становника  |
| ----------- | ----------- | ----------- |
| 1948.       | 451         |             |
| 1953.       | 494         |             |
| 1961.       | 476         |             |
| 1971.       | 451         |             |
| 1981.       | 433         |             |
| 1991.       | 394         | 366         |
| 2002.       | 304         | 317         |
| 2011.       | 287         |             |
| 2022.       | 237         |             |

| Етнички састав према попису из 2002.‍ | Етнички састав према попису из 2002.‍ | Етнички састав према попису из 2002.‍ | Етнички састав према попису из 2002.‍ | Етнички састав према попису из 2002.‍ |
| ------------------------------------ | ------------------------------------ | ------------------------------------ | ------------------------------------ | ------------------------------------ |
|                                      |                                      |                                      |                                      |                                      |
| Срби                                 | Срби                                 |                                      | 296                                  | 97,36%                               |
| Црногорци                            | Црногорци                            |                                      | 6                                    | 1,97%                                |
| Украјинци                            | Украјинци                            |                                      | 1                                    | 0,32%                                |
| непознато                            | непознато                            |                                      | 1                                    | 0,32%                                |

| Рибник у пописима Јагодинске нахије — од 1818. до 1829.                           |       |       |       |       |       |       |          |       |       |       |       |       |
| Година пописа                                                                     | 1818. | 1819. | 1820. | 1821. | 1822. | 1823. | 1824/25. | 1825. | 1826. | 1827. | 1828. | 1829. |
| Куће                                                                              | 11    | 11    | 11    | 12    | 20    | 21    | 19       | 21    | 20    | 22    | 27    | 26    |
| Пореске главе*                                                                    | -     | 17    | 11    | 13    | 20    | 24    | 22       | 24    | 22    | 21    | 22    | 29    |
| Арачке главе**                                                                    | 18    | 21    | 20    | 25    | 28    | 35    | 31       | 37    | 36    | 46    | 66    | 50    |
| *Пореске главе = Ожењени мушкарци \| ** Арачке главе = Мушкарци од 7 до 70 година |       |       |       |       |       |       |          |       |       |       |       |       |

| Година пописа     | 1948. | 1953. | 1961. | 1971. | 1981. | 1991. | 2002. |
| ----------------- | ----- | ----- | ----- | ----- | ----- | ----- | ----- |
| Број домаћинстава | 89    | 105   | 113   | 129   | 137   | 126   | 101   |

| Број чланова      | 1  | 2  | 3  | 4  | 5  | 6 | 7 | 8 | 9 | 10 и више | Просек |
| ----------------- | -- | -- | -- | -- | -- | - | - | - | - | --------- | ------ |
| Број домаћинстава | 20 | 31 | 15 | 11 | 18 | 3 | 1 | 1 | 0 | 1         | 3,01   |

| Пол    | Укупно | Неожењен/Неудата | Ожењен/Удата | Удовац/Удовица | Разведен/Разведена | Непознато |
| ------ | ------ | ---------------- | ------------ | -------------- | ------------------ | --------- |
| Мушки  | 126    | 37               | 80           | 8              | 0                  | 1         |
| Женски | 147    | 23               | 81           | 38             | 4                  | 1         |
| УКУПНО | 273    | 60               | 161          | 46             | 4                  | 2         |

| Пол    | Укупно                    | Пољопривреда, лов и шумарство | Рибарство                            | Вађење руде и камена | Прерађивачка индустрија       |
| ------ | ------------------------- | ----------------------------- | ------------------------------------ | -------------------- | ----------------------------- |
| Мушки  | 62                        | 8                             | 0                                    | 0                    | 23                            |
| Женски | 36                        | 13                            | 0                                    | 0                    | 10                            |
| УКУПНО | 98                        | 21                            | 0                                    | 0                    | 33                            |
| Пол    | Производња и снабдевање   | Грађевинарство                | Трговина                             | Хотели и ресторани   | Саобраћај, складиштење и везе |
| Мушки  | 1                         | 5                             | 10                                   | 1                    | 6                             |
| Женски | 0                         | 0                             | 6                                    | 1                    | 0                             |
| УКУПНО | 1                         | 5                             | 16                                   | 2                    | 6                             |
| Пол    | Финансијско посредовање   | Некретнине                    | Државна управа и одбрана             | Образовање           | Здравствени и социјални рад   |
| Мушки  | 1                         | 0                             | 1                                    | 0                    | 0                             |
| Женски | 1                         | 0                             | 2                                    | 0                    | 2                             |
| УКУПНО | 2                         | 0                             | 3                                    | 0                    | 2                             |
| Пол    | Остале услужне активности | Приватна домаћинства          | Екстериторијалне организације и тела | Непознато            | Непознато                     |
| Мушки  | 1                         | 0                             | 0                                    | 5                    | 5                             |
| Женски | 0                         | 0                             | 0                                    | 1                    | 1                             |
| УКУПНО | 1                         | 0                             | 0                                    | 6                    | 6                             |